# Serpa
Serpa ist eine Stadt im südlichen Alentejo in Portugal mit knapp 7000 Einwohnern. Sie gilt als Hauptstadt des Cante Alentejano, ein traditioneller, seit 2014 als Kulturerbe der Menschheit von der UNESCO anerkannter Chorgesang der Region.

## Geschichte
Das Gebiet von Serpa war spätestens in der Bronzezeit bewohnt. Bereits unter römischer Herrschaft gab es einen Ort, der Serpa hieß. Sie war schon dem Geographus Ravennas bekannt (306, 6).
Mit der Eroberung der iberischen Halbinsel durch die Mauren, die 711 begann, wurde auch Serpa eingenommen. In den Machtkämpfen zwischen den Regionalherrschaften spielte die schwer einnehmbare Burg immer wieder eine Rolle, etwa für Abd ar-Rahman, der von 868 bis zu seinem Tod im Jahr 889 seine Macht auf die Burgen von Badajoz und Serpa stützte. Im 11. Jahrhundert wurde die Region von dem Galicier Ibn Marwan in scharfer Rivalität mit Mérida beherrscht. Hieraus entstand das Emirat der Aftasiden. Sie verloren jedoch 1033 Mértola und 1040 Silves sowie vermutlich auch Serpa an die Abbadiden von Sevilla. In den 1080er-Jahren dürfte Serpa an die Almoraviden gefallen sein.
1166 wurde Serpa neben einer Reihe anderer Städte durch Geraldo Sem-Pavor, eine legendenhafte Gestalt, erobert und an den portugiesischen König Afonso Henriques übergeben. Doch er konnte sich nicht lange gegen die Almohaden halten. Die Schlacht bei Las Navas de Tolosa von 1212 stärkte die christlichen Königreiche gegenüber den muslimischen Herrschaftsgebieten.
Wohl zwischen 1232 und 1234 wurde Serpa endgültig christlich. Am 25. November 1239 stellte Papst Gregor IX. den Kreuzzug des Infanten Fernando, der Herr von Serpa war, unter seinen Schutz. Die Kreuzritter sollten sich in Serpa treffen. Mitführer dieses Kreuzzugs war Alfonso de Molina, Sohn von König Alfonso IX. von León. Ob es zu dem Kreuzzug kam, ist unklar, doch wird der Infante die Mittel aus dem Kreuzzug genutzt haben, um einige Burgen zu erobern. In jedem Falle wurden die muslimischen Gebiete in Portugal von denen in Spanien abgeschnitten.
1267 kam Serpa an Portugal, seither hat sich die Grenze zwischen Spanien und Portugal nicht mehr verändert. Als Landkreis wurde er von König Dinis ausgerufen, der auch die Burg von Serpa und im Jahre 1295 eine durchgehende Stadtmauer erbauen ließ.
1512 erhielt Serpa das Stadtrecht von König Manuel I. Die Lage der Stadt nahe an der Grenze zu Spanien führte zu wiederholten kriegsbedingten Zerstörungen. Mehrmals wurde Serpa bei Kämpfen um die Burg stark zerstört. So eroberten 1707 spanische Truppen die Stadt, ebenso wie Moura.

## Verwaltung

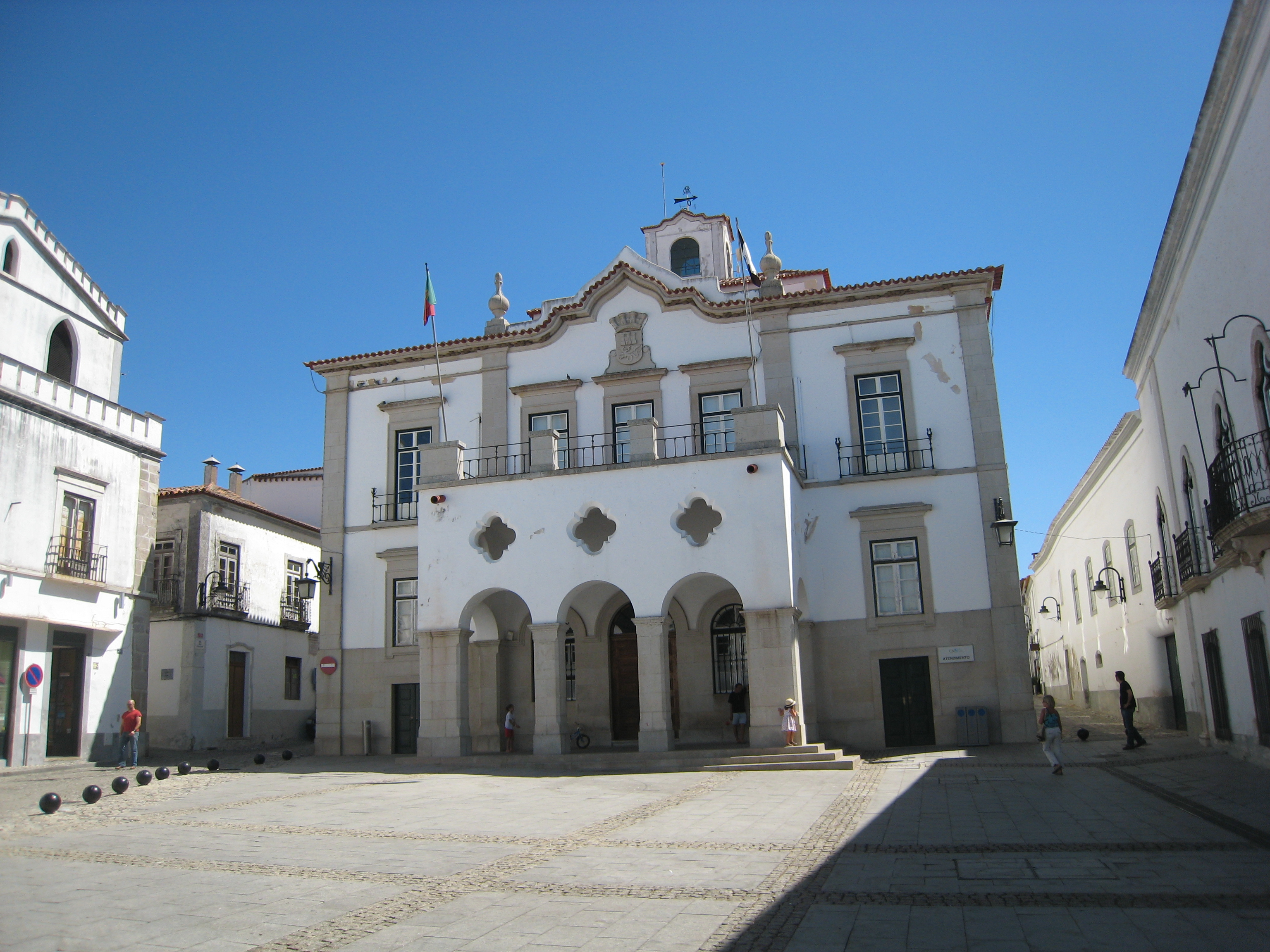
Das Rathaus (Câmara Municipal) von Serpa

### Kreis Serpa
Serpa ist Sitz eines gleichnamigen Kreises, der im Osten an Spanien grenzt. Die Nachbarkreise sind (im Uhrzeigersinn im Norden beginnend): Vidigueira, Moura,
Mértola sowie Beja.
Mit der Gebietsreform im September 2013 wurden mehrere Gemeinden zusammengefasst, sodass sich ihre Zahl von zuvor sieben auf fünf verringerte.
Die folgenden Gemeinden (freguesias) liegen im Kreis Serpa:
| Gemeinde                               | Einwohner (2021) | Fläche km² | Dichte Einw./km² | LAU- Code |
| -------------------------------------- | ---------------- | ---------- | ---------------- | --------- |
| Brinches                               | 930              | 92,40      | 10               | 021302    |
| Pias                                   | 2.542            | 163,86     | 16               | 021303    |
| Serpa (Salvador e Santa Maria)         | 5.595            | 443,73     | 13               | 021308    |
| Vila Nova de São Bento e Vale de Vargo | 3.435            | 300,25     | 11               | 021309    |
| Vila Verde de Ficalho                  | 1.255            | 105,39     | 12               | 021307    |
| Kreis Serpa                            | 13.757           | 1.105,63   | 12               | 0213      |

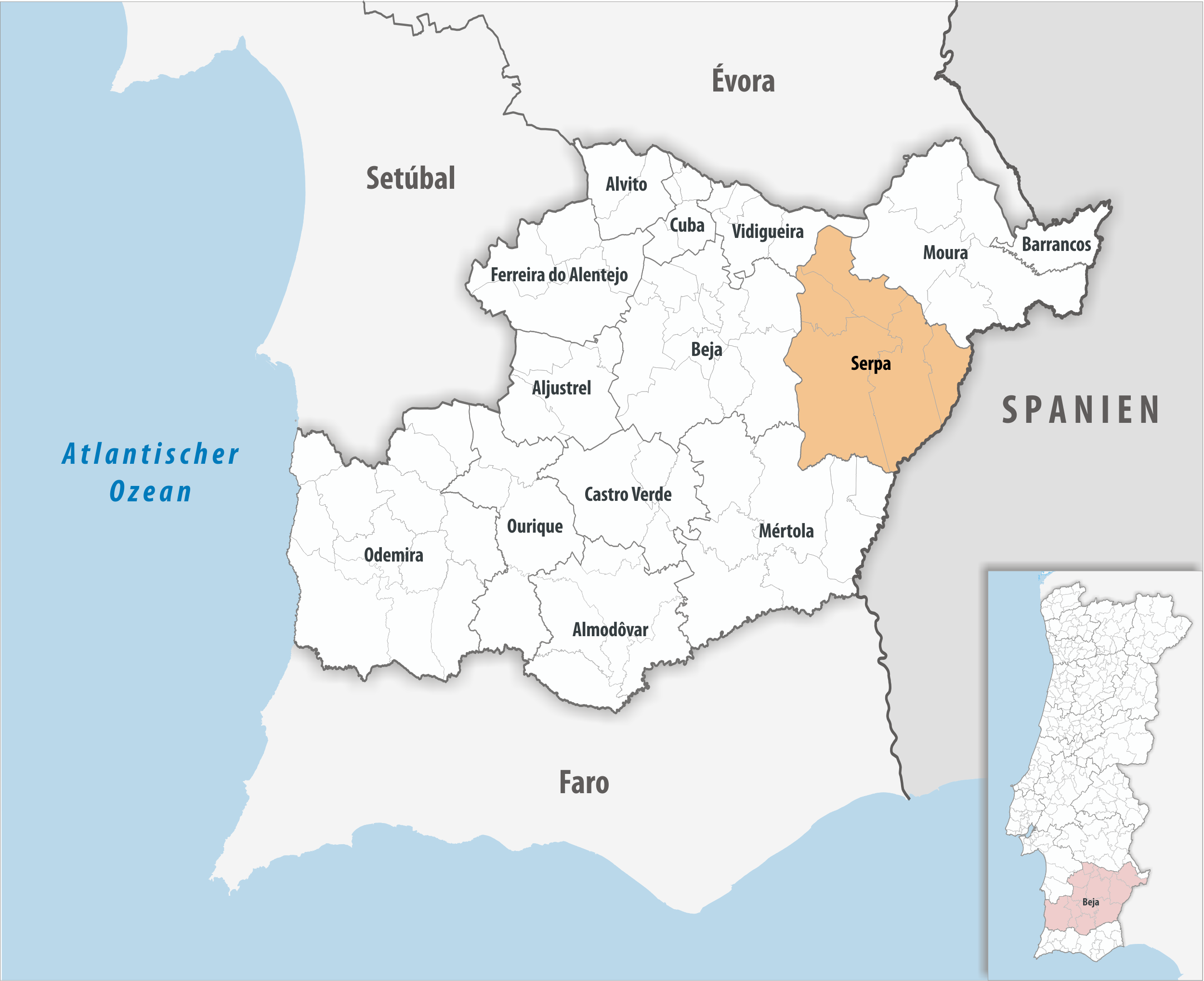
Kreis Serpa

In der Umgebung von Serpa steht ein großes Solarkraftwerk mit 11 MW Leistung.

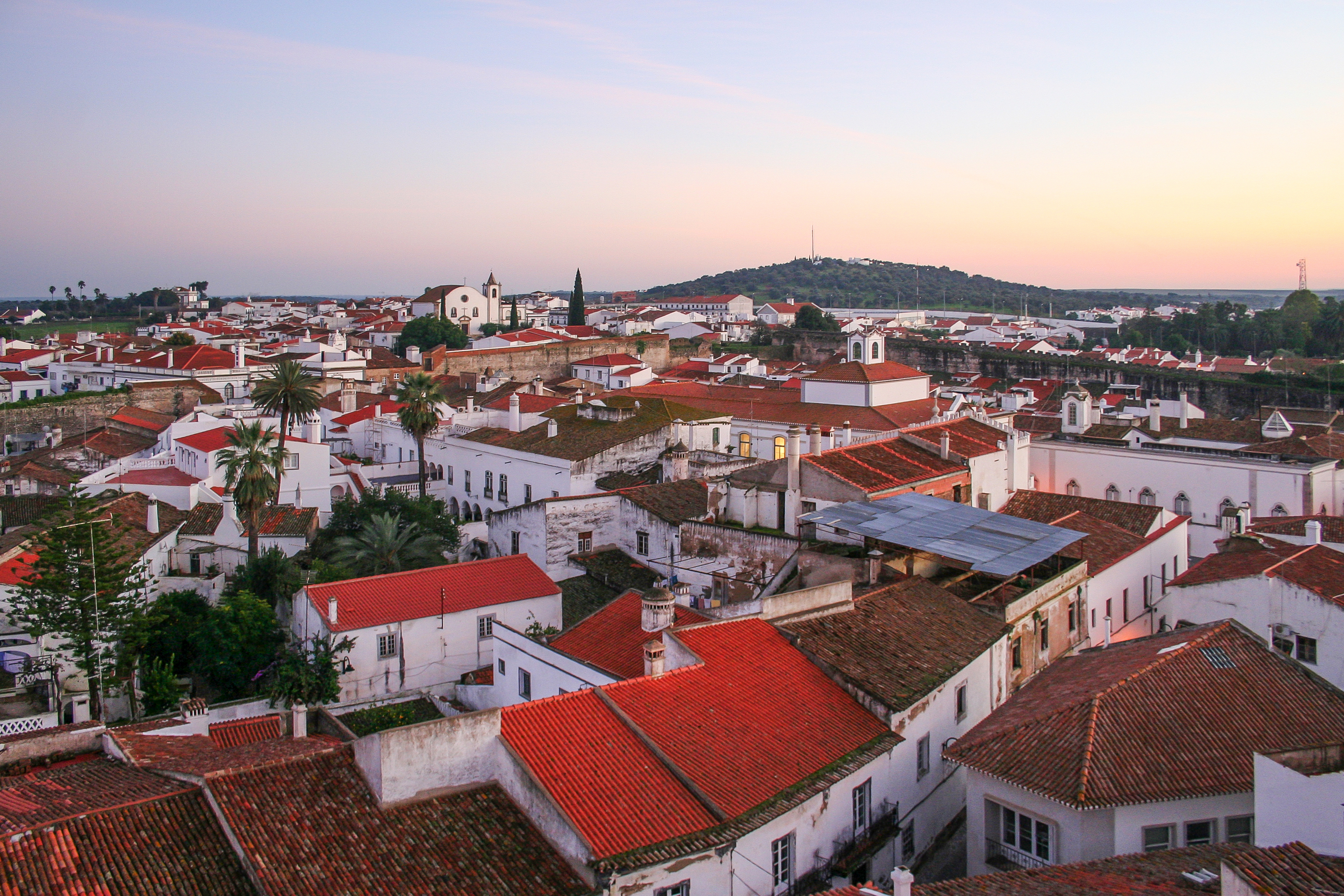
Blick auf die Dächer von Serpa
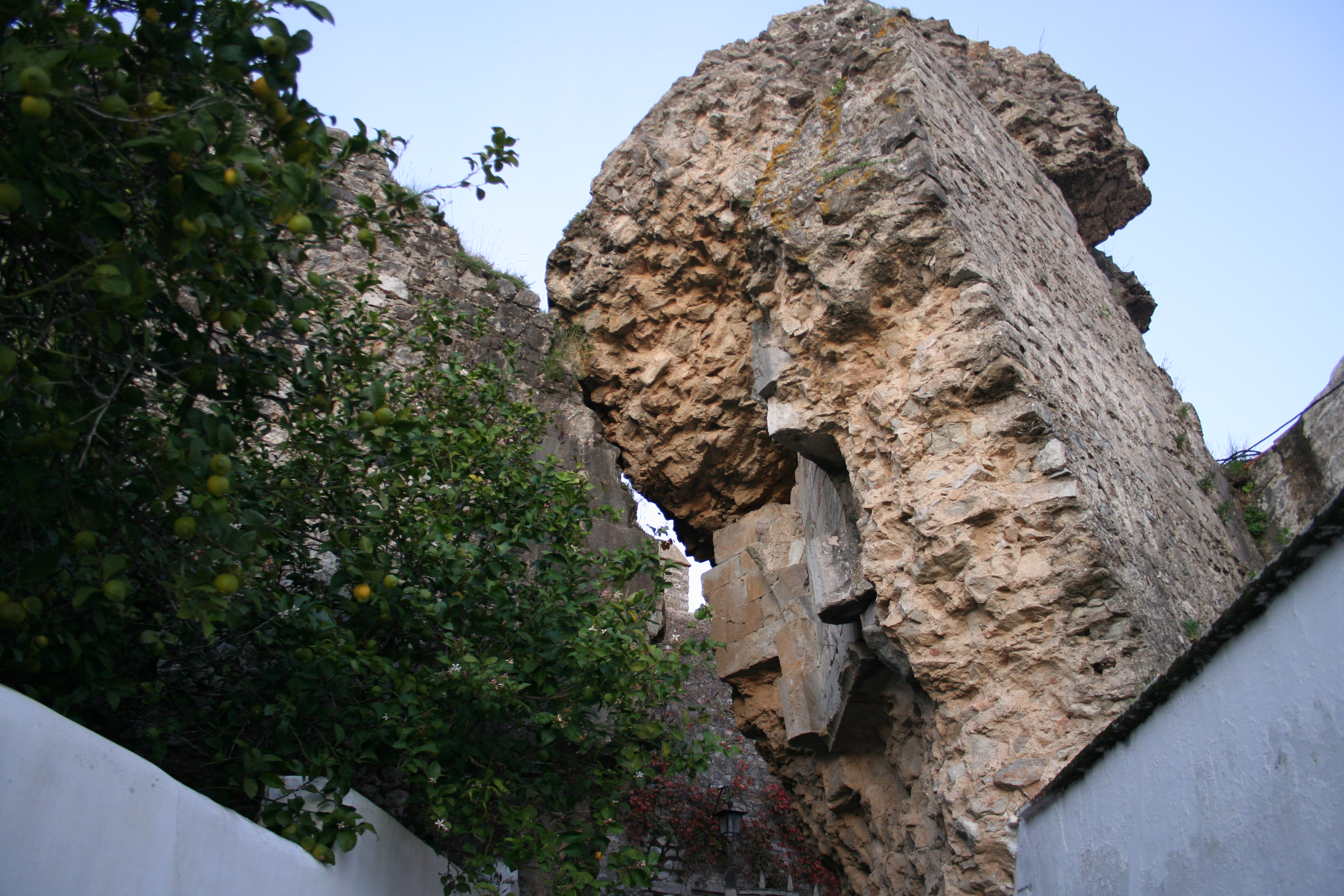
Blick auf die Burg von Serpa und die Überreste der Stadtmauer
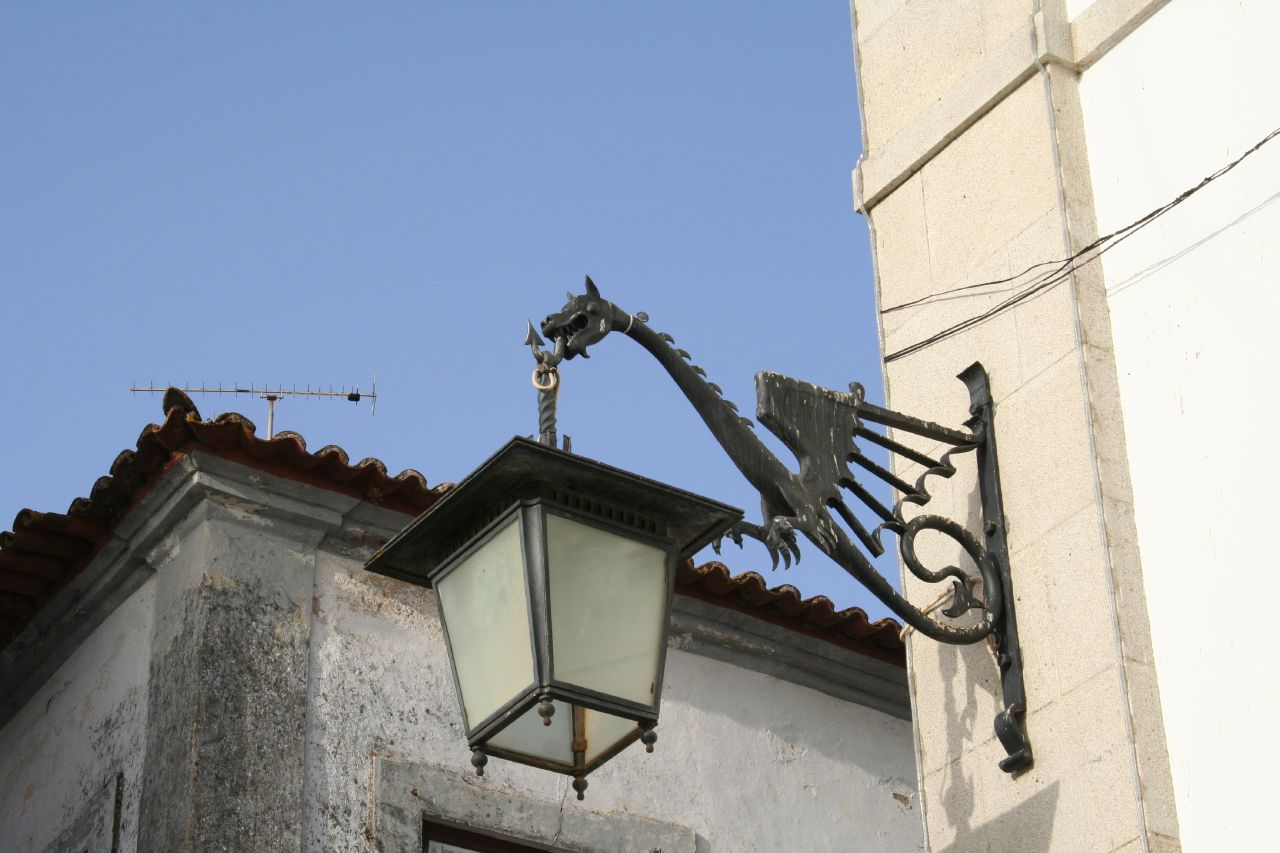
Der Drache ist Serpas Wappentier

### Bevölkerungsentwicklung
| 1801  | 1849  | 1900   | 1930   | 1960   | 1981   | 1991   | 2001   | 2011   |
| ----- | ----- | ------ | ------ | ------ | ------ | ------ | ------ | ------ |
| 7.512 | 9.662 | 17.357 | 29.445 | 32.476 | 20.784 | 17.915 | 16.723 | 15.627 |

### Kommunaler Feiertag
- Dienstag nach Ostermontag

### Städtepartnerschaften
- Tunesien: Testour (seit 1996)
- Kap Verde: Brava (seit 1997)
- Frankreich: Tarnos (seit 1998)
- Angola: Uíge (seit 2000)
- Brasilien: Santana de Parnaíba, Bundesstaat São Paulo (seit 2001)
- São Tomé und Príncipe: Caué (seit 2002)
- Kuba: Holguín (seit 2005)

Kooperationsabkommen:
- Brasilien: Itabira
- Brasilien: Olinda
- Peru: Ate (Stadtbezirk von Lima)
- Kuba: Trinidad
- Kuba: El Cerro
- Bulgarien: Pravets[5]

## Söhne und Töchter der Stadt
- Estêvão de Brito (1570–1641), Komponist des Barocks
- José Correia da Serra (1750–1823), Geistlicher, Gelehrter, Diplomat und insbesondere Botaniker
- Francisco Manuel de Melo Breyner (1837–1903), Botaniker, 4. Graf von Ficalho (Conde de Ficalho)
- Carlos Callixto (1863–1913), Journalist und Politiker
- Urbano Rodrigues (1888–1971), Dramaturg und Schriftsteller
- Etelvina Lopes de Almeida (1916–2004), Schriftstellerin, Journalistin und Hörfunksprecherin, nach der Nelkenrevolution 1974 sozialistische Politikerin
- Manuel Monge (* 1938), Militär und Politiker, MFA-Offizier in der Nelkenrevolution 1974
- Nicolau Breyner (1940–2016), Schauspieler, Drehbuchautor, Regisseur und TV-Produzent
- Filipe La Féria (* 1945), Theaterregisseur und Drehbuchautor
- Luísa Basto (* 1947), Sängerin
- Nelo Vingada (* 1953), Fußballspieler und -trainer
- Rita Borralho (* 1954), olympische Leichtathletin, portugiesische Marathonmeisterin 1983, 1991 und 1992
- Armando Torrão (* 1956), Sänger
- Lourdes Picareta (* 1958), deutsch-portugiesische Filmemacherin
- António Cordeiro (* 1959), Schauspieler, insbesondere für das Fernsehen
- Paulo Estêvão (* 1968), monarchistischer Parlamentsabgeordneter
- Ana Sofia Varela (* 1977), Fado Sängerin
- Joana Espadinha (* 1984), Sängerin
- Ricardo Mestre (* 1978), Staatssekretär
- João Miguel Torrão (* 1993), olympischer Dressurreiter

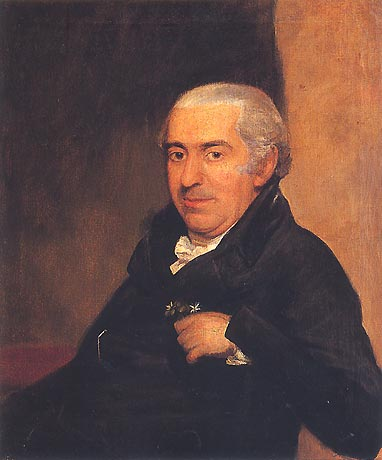
José Correia da Serra
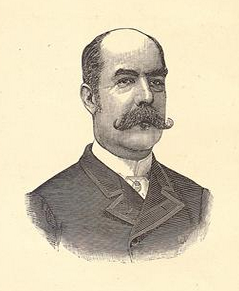
Francisco Manuel de Melo Breyner, 4. Graf von Ficalho
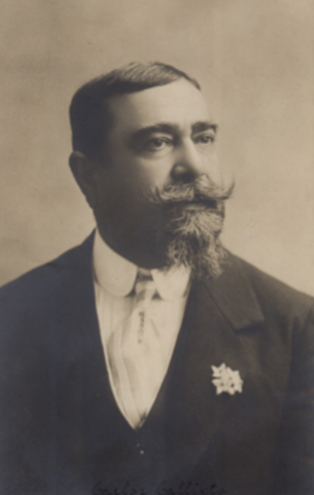
Carlos Callixto
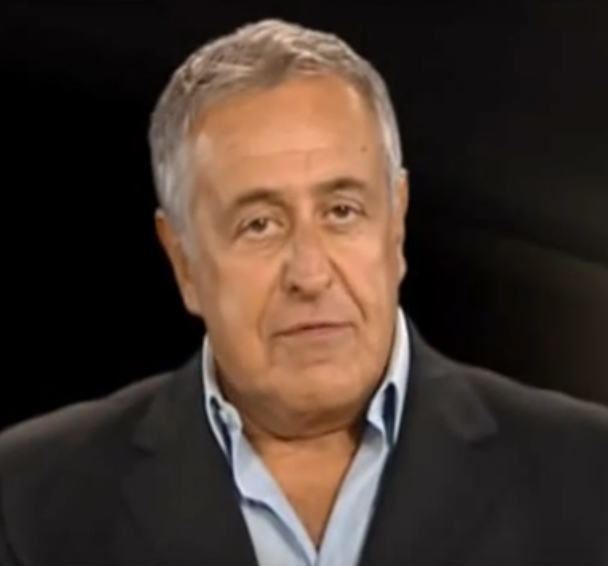
Nicolau Breyner